# Timișoara Challenger 2013
Il Timișoara Challenger 2013, noto anche come BRD Timișoara Challenger, è stato un torneo di tennis facente parte della categoria ATP Challenger Tour nell'ambito dell'ATP Challenger Tour 2013. È stata la 7ª edizione del torneo che si è giocata a Timișoara in Romania dal 30 giugno al 7 luglio 2013 su campi in terra rossa e aveva un montepremi di €30,000+H.

## Partecipanti singolare

### Teste di serie
| Nazionalità | Giocatore             | Ranking* | Testa di serie |
| ----------- | --------------------- | -------- | -------------- |
| Romania     | Adrian Ungur          | 94       | 1              |
| Stati Uniti | Wayne Odesnik         | 107      | 2              |
| Austria     | Andreas Haider-Maurer | 108      | 3              |
| Spagna      | Rubén Ramírez Hidalgo | 119      | 4              |
| Romania     | Marius Copil          | 125      | 5              |
| Spagna      | Pablo Carreño Busta   | 126      | 6              |
| Tunisia     | Malek Jaziri          | 171      | 7              |
| Francia     | David Guez            | 176      | 8              |

- Ranking al 24 giugno 2013.

### Altri partecipanti
Giocatori che hanno ricevuto una wild card:
- Patrick Ciorcila
- Vlad Victor Cornea
- Petru-Alexandru Luncanu
- Dragos Christian Mirtea

Giocatori che sono passati dalle qualificazioni:
- Lorenzo Giustino
- Michael Linzer
- Axel Michon
- Miljan Zekic

Giocatori che hanno ricevuto un entry come alternate:
- Jaroslav Pospíšil

## Vincitori

### Singolare
Andreas Haider-Maurer ha battuto in finale  Rubén Ramírez Hidalgo con il punteggio di 6–4, 3–6, 6–4.

### Doppio
Jonathan Eysseric /  Nicolas Renavand hanno battuto in finale  Ilija Vučić /  Miljan Zekić con il punteggio di 6(6)–7, 6–2, [10–7].